# Danh sách máy bay (E-H)
Danh sách máy bay:
A B C-D E-H I-M N-S T-Z

## E

### EADS
- EADS Mako/High Energy Advanced Trainer
- EADS Phoenix

### EADS 3 Sigma
- 3 Sigma Nearchos

### Eagle Aircraft Pty Ltd
- Eagle Aircraft 150B

### EAY
- EAY-101
- EAY-201

### Eberhart
- Eberhart FG
- Eberhart F2G

### Eclipse
- Eclipse 500

### Edgar Percival Aircraft
- Edgar Percival E.P.9

### Edo Aircraft Company
- Edo OSE-1

### EH Industries
- EH Industries EH 101

### Elitar
- Elitar-Sigma
- Elitar-202

### Embraer
xem thêm: AMX International
- Embraer EMB 110 Bandeirante
- Embraer EMB 120 Brasilia
- Embraer EMB 121 Xingu
- Embraer EMB 202 Ipanema
- Embraer/FMA CBA 123 Vector
- Embraer ERJ 135
- Embraer ERJ 140
- Embraer ERJ 145
- Embraer 170
- Embraer 175
- Embraer 190
- Embraer 195
- Embraer EMB 326GB Xavante
- Embraer EMB 312 Tucano
- Embraer EMB 314 Super Tucano
- AMX International AMX
- Embraer R-99A
- Embraer R-99B
- Embraer P-99
- Embraer Lineage 1000
- Embraer Legacy 600
- Embraer Phenom 100
- Embraer Phenom 300

### Agriculture
- Embraer EMB 202 Ipanema
- Embraer EMB 110 Bandeirante
- Embraer EMB 120 Brasilia
- Embraer 170
- Embraer 190
- Embraer EMB 121 Xingu
- Embraer ERJ 135
- Embraer ERJ 145
- Embraer R-99
- Embraer EMB 314 Super Tucano
- Embraer/FMA CBA 123

### ENAER
- ENAER Pantera
- T-35 Pillán
- Enaer Eaglet

### English Electric
- English Electric Canberra
- English Electric Lightning
- English Electric Wren

### Enstrom
- Enstrom F-28
- Enstrom F-280
- Enstrom F-480

### ERCO
- ERCO Ercoupe

### Etrich
- Etrich Taube

### Euler
- Euler D.I

### Eurocopter
- Eurocopter BO 105
- Eurocopter Dauphin
- Eurocopter Cougar
- Eurocopter EC 120 Colibri
- Eurocopter EC 130 Ecureuil
- Eurocopter EC 135
- Eurocopter EC 145
- Eurocopter EC 155
- Eurocopter EC 225
- Eurocopter EC 635
- Eurocopter Dauphin
- Eurocopter Fennec
- Eurocopter HH-65 Dolphin
- Eurocopter Panther
- Eurocopter Super Puma
- Eurocopter Tiger
- Eurocopter/Kawasaki BK 117

### Eurofighter
- Eurofighter Typhoon

### Europa
- Europa Classic
- Europa XS

### Evans Aircraft
- VP-1
- VP-2

### EWR
- EWR VJ 101

### Extra
- Extra 200
- Extra 230
- Extra 300
- Extra EA400
- Extra EA500

## F

### Fabrica Militar de Aviones
- DINFIA IA 35 Huanquero
- FMA IA 58 Pucará
- FMA IA 63 Pampa
- FMA IAe 27 Pulqui
- FMA IAe 30 Namcu
- FMA IAe 33 Pulqui II
- FMA IAe 37
- FMA IAe 38

### Fairchild
- Fairchild (Swearingen) Merlin
- Fairchild 24
- Fairchild 51
- Fairchild 71
- Fairchild 228
- Fairchild 328
- Fairchild 328JET
- Fairchild 428JET
- Fairchild 728
- Fairchild AC-119 Shadow/Stinger
- Fairchild AC-123 Provider
- Fairchild Argus
- Fairchild AT-21 Gunner
- Fairchild C-8
- Fairchild C-24 Yic
- Fairchild C-26 Metroliner
- Fairchild C-61 Forwarder
- Fairchild C-82 Packet
- Fairchild C-86 Forwarder
- Fairchild C-88
- Fairchild C-96
- Fairchild C-119 Flying Boxcar
- Fairchild C-120 Packplane
- Fairchild C-122
- Fairchild C-123 Provider
- Fairchild C-128 Flying Boxcar
- Fairchild C-138
- Fairchild CC-119 Flying Boxcar
- Fairchild Cornell
- Fairchild Hiller FH-227
- Fairchild Metro
- Fairchild FC-2L Razorback
- Fairchild KR-34
- Fairchild PT-19
- Fairchild Super 71
- Fairchild Dornier 728
- Fairchild Republic A-10 Thunderbolt II
- Fairchild Republic T-46

### Fairey
- Fairey II
- Fairey III
- Fairey Albacore
- Fairey Barracuda
- Fairey Battle
- Fairey Campania
- Fairey Firefly I (biplane)
- Fairey Firefly II (biplane)
- Fairey Fantome
- Fairey Fawn
- Fairey FD1
- Fairey FD2
- Fairey Feroce
- Fairey Firefly
- Fairey Flycatcher
- Fairey Fox
- Fairey Fulmar
- Fairey Gannet
- Fairey Gordon
- Fairey Hendon
- Fairey Jet Gyrodyne
- Fairey Kangourou
- Fairey Long-range Monoplane
- Fairey Pintail
- Fairey Rotodyne
- Fairey Seafox
- Fairey Seal
- Fairey Spearfish
- Fairey Swordfish
- Fairey Ultra-light Helicopter

### Fajr Aviation
- Fajr-3

### Farman Aviation Works
- Farman F.222
- Farman F.40
- Farman F.402
- Farman F.50
- Farman F.60
- Farman Jabiru
- Farman NC 223
- Farman NC 470

### Fauvel
- Fauvel AV.1
- Fauvel AV.2
- Fauvel AV.3
- Fauvel AV.7
- Fauvel AV.10
- Fauvel AV.14
- Fauvel AV.17
- Fauvel AV.22
- Fauvel AV.28
- Fauvel AV.29
- Fauvel AV.31
- Fauvel AV.36
- Fauvel AV.42
- Fauvel AV.44
- Fauvel AV.45
- Fauvel AV.46
- Fauvel AV.48
- Fauvel AV.60
- Fauvel AV.61

### Felixstowe
- Felixstowe Porte Baby
- Felixstowe F.2
- Felixstowe F.3
- Felixstowe F.5

### Ferber
- Ferber I
- Ferber II
- Ferber III
- Ferber IV
- Ferber V
- Ferber VI
- Ferber VII
- Ferber VIII
- Ferber IX

### FFA
- FFA AS-202 Bravo
- FFA D-3803
- FFA P-16

### Fauvel
- AV-1, AV-2, AV-3
- AV-17
- AV-36 361
- AV-45 451
- AV-46
- AV-48
- AV-22
- AV-221
- AV-222

### Fiat
- Fiat BR.20 Cicogna
- Fiat CR.1
- Fiat CR.25
- Fiat CR.32
- Fiat CR.42
- Fiat G.12
- Fiat G.50 Freccia
- Fiat G.55 Centauro (Zentaur)
- Fiat G.56
- Fiat G.91

### Fieseler
- Fieseler Fi 2
- Fieseler Fi 5
- Fieseler Fi 97
- Fieseler Fi 98
- Fieseler Fi 103
- Fieseler Fi 156 Storch
- Fieseler Fi 167

### Fisher
- Fisher P-75 Eagle

### Fleet
- Fleet Fawn
- Fleet Finch
- Fleet Fort
- Fleet Freighter

### Flettner
- Flettner Fl 184
- Flettner Fl 185
- Flettner Fl 265
- Flettner Fl 282 Kolibri
- Flettner Fl 339

### Focke Achgelis
- Focke Achgelis Fa 223 Drache
- Focke Achgelis Fa 266 Hornisse
- Focke Achgelis Fa 330 Bachstelze
- Focke Achgelis Fa 336

### Focke-Wulf
- Focke-Wulf A 16
- Focke-Wulf A 17
- Focke-Wulf A 19
- Focke-Wulf A 38
- Focke-Wulf A 43
- Focke-Wulf Fw 44 Stieglitz
- Focke-Wulf Fw 56 Stösser
- Focke-Wulf Fw 57
- Focke-Wulf Fw 58 Weihe
- Focke-Wulf Fw 61
- Focke-Wulf Fw 62
- Focke-Wulf Ta 152
- Focke-Wulf Ta 154
- Focke-Wulf Fw 159
- Focke-Wulf Ta 183
- Focke-Wulf Fw 186
- Focke-Wulf Fw 187 Falke
- Focke-Wulf Fw 189 Uhu
- Focke-Wulf Fw 190 Würger
- Focke-Wulf Fw 200 Condor
- Focke-Wulf Fw 300
- Focke-Wolf Fw 400

### Fokker
- Fokker 70
- Fokker XB-8
- Fokker C-2
- Fokker C-5
- Fokker C-7
- Fokker C-14
- Fokker C-15
- Fokker C-16
- Fokker C-20
- Fokker C-31 Troopship
- Fokker C.X
- Fokker D.I
- Fokker D.II
- Fokker D.III
- Fokker D.IV
- Fokker D.V
- Fokker D.VI
- Fokker D.VII
- Fokker D.VIII
- Fokker D.X
- Fokker D.XXI
- Fokker Dr.I
- Fokker E.I
- Fokker E.III
- Fokker E.IV
- Fokker E.V
- Fokker F.VII
- Fokker F.VIII
- Fokker F.IX
- Fokker F.XXII
- Fokker F-27 Friendship
- Fokker F-28 Fellowship
- Fokker F50
- Fokker F100
- Fokker F-227
- Fokker G.I
- Fokker Instructor
- Fokker M.5
- Fokker S.III
- Fokker Super Universal
- Fokker T.VIII
- Fokker XA-7
- Fokker-VAK 191
- Fokker-VFW 614

### Folland
- Folland 43/47
- Folland Fo.139 Midge
- Folland Gnat

### Ford
- Ford C-3
- Ford C-4
- Ford C-9
- Ford Trimotor

### Forney
- Forney Aircoupe

### Foster Wikner Aircraft
- Foster Wikner Warferry
- Foster Wikner Wicko

### Fouga
- Fouga Magister

### Found Aircraft Canada
- Found Air FBA-2C Bush Hawk

### Frakes Aviation
- Frakes Mohawk

### Friedrichshafen
- Friedrichshafen C.I
- Friedrichshafen D.I
- Friedrichshafen D.II
- Friedrichshafen FF.1
- Friedrichshafen FF.2
- Friedrichshafen FF.4
- Friedrichshafen FF.7
- Friedrichshafen FF.8
- Friedrichshafen FF.11
- Friedrichshafen FF.17
- Friedrichshafen FF.19
- Friedrichshafen FF.21
- Friedrichshafen FF.29
- Friedrichshafen FF.30
- Friedrichshafen FF.31
- Friedrichshafen FF.33
- Friedrichshafen FF.34
- Friedrichshafen FF.35
- Friedrichshafen FF.37
- Friedrichshafen FF.39
- Friedrichshafen FF.40
- Friedrichshafen FF.41
- Friedrichshafen FF.43
- Friedrichshafen FF.44
- Friedrichshafen FF.45
- Friedrichshafen FF.46
- Friedrichshafen FF.48
- Friedrichshafen FF.49
- Friedrichshafen FF.53
- Friedrichshafen FF.54
- Friedrichshafen FF.59
- Friedrichshafen FF.60
- Friedrichshafen FF.61
- Friedrichshafen FF.62
- Friedrichshafen FF.63
- Friedrichshafen FF.64
- Friedrichshafen FF.66
- Friedrichshafen FF.67
- Friedrichshafen FF.71
- Friedrichshafen G.I
- Friedrichshafen G.II
- Friedrichshafen G.III
- Friedrichshafen G.IV
- Friedrichshafen G.V
- Friedrichshafen N.I

### Fuji
- Fuji FA200 Aero Subaru
- Fuji KM-2
- Fuji LM-1
- Fuji T-1 Hatsutaka
- Fuji T-3
- Fuji T-5

## G

### GAF
- GAF Nomad

### Gates
- Gates C-21 Learjet

### General Aircraft Ltd
- General Aircraft Monospar ST-4
- General Aircraft Monospar ST-6
- General Aircraft Monospar ST-10
- General Aircraft Monospar ST-11
- General Aircraft Monospar ST-12
- General Aircraft Monospar ST-18 Croydon
- General Aircraft Monospar ST-25 Jubilee
- General Aircraft Monospar ST-25 Universal
- General Aircraft GAL.26
- General Aircraft GAL.33 Cagnet
- General Aircraft GAL.38 Fleet Shadower
- General Aircraft GAL.41
- General Aircraft GAL.42 Cygnet II
- General Aircraft GAL.45 Owlett
- General Aircraft GAL.47
- General Aircraft GAL.48 Hotspur
- General Aircraft GAL.49 Hamilcar I
- General Aircraft GAL.55
- General Aircraft GAL.56
- General Aircraft GAL.58 Hamilcar X
- General Aircraft GAL.60 Universal Freighter

### General Atomics
- General Atomics GNAT 750
- General Atomics RQ-1 Predator

### General Dynamics
- General Dynamics F-16 Fighting Falcon
- General Dynamics F-111 Aardvark

### General Motors
- General Motors FM Wildcat
- General Motors F2M Wildcat
- General Motors F3M Bearcat
- General Motors P-75A Eagle
- General Motors TBM Avenger

### Georges Levy
- Georges Levy G.L. 40

### Gippsland Aeronautics
- Gippsland GA8 Airvan
- Gippsland GA200 Fatman

### Glaser-Dirks
See DG Flugzeugbau GmbH

### Glasflügel
- Glasflügel H-30 GFK
- Glasflügel H-301 Libelle
- Björn Stender BS-1
- Glasflügel H-201 Standard-Libelle
- Glasflügel 401 Kestrel (129)
- Glasflügel 604 Kestrel 22
- Glasflügel 202 Standard-Libelle
- Glasflügel 203 Standard-Libelle
- Glasflügel 204 Standard-Libelle
- Glasflügel 205 Club-Libelle
- Glasflügel 206 Hornet
- Glasflügel Hornet C
- Glasflügel 303 Mosquito
- Glasflügel 304
- Glasflügel 402
- Hansjörg Streifeneder Falcon

### Globe Aircraft Company
- Globe Swift

### Gloster
- Gloster E.28/39
- Gloster F.5/34
- Gloster F.9/37
- Gloster Gambet
- Gloster Gamecock
- Gloster Gauntlet
- Gloster Gladiator
- Gloster Gnatsnapper
- Gloster Goldfinch
- Gloster Gorcock
- Gloster Grebe
- Gloster Guan
- Gloster Javelin
- Gloster Meteor
- Gloster Sea Gladiator
- Gloster Sparrowhawk

### Goodyear
- Goodyear FG Corsair
- Goodyear F2G
- Goodyear Inflatoplane

### Gourdou-Leseurre
- Gourdou-Leseurre GL.a
- Gourdou-Leseurre GL.21
- Gourdou-Leseurre GL.22
- Gourdou-Leseurre GL.23
- Gourdou-Leseurre GL B6
- Gourdou-Leseurre GL B7
- Gourdou-Leseurre GL.30
- Gourdou-Leseurre GL.31
- Gourdou-Leseurre LGL.32
- Gourdou-Leseurre GL-33
- Gourdou-Leseurre GL-341
- Gourdou-Leseurre GL-351
- Gourdou-Leseurre GL-40
- Gourdou-Leseurre GL-430
- Gourdou-Leseurre GL-432
- Gourdou-Leseurre GL-450
- Gourdou-Leseurre GL-482
- Gourdou-Leseurre GL-50
- Gourdou-Leseurre GL-51
- Gourdou-Leseurre GL-521
- Gourdou-Leseurre GL-633
- Gourdou-Leseurre GL-810 HY
- Gourdou-Leseurre GL-811 HY
- Gourdou-Leseurre GL-812 HY
- Gourdou-Leseurre GL-813 HY
- Gourdou-Leseurre GL-820 HY
- Gourdou-Leseurre GL-821 HY
- Gourdou-Leseurre GL-821 HY 02
- Gourdou-Leseurre GL-831 HY
- Gourdou-Leseurre GL-832 HY

### Göppingen
- Göppingen Gö 1
- Göppingen Gö 3
- Göppingen Gö 9

### Gotha
- Gotha G.I
- Gotha G.V
- Gotha Go 145
- Gotha Go 146
- Gotha Go 147
- Gotha Go 229
- Gotha Go 242
- Gotha Go 244
- Gotha Go 345
- Gotha Ka 430

### Grahame-White
- Grahame-White Type XV
- Grahame-White G.W.19

### Granville Brothers Aircraft
- Gee Bee Model A
- Gee Bee Sportster
- Gee Bee Senior Sportster
- Gee Bee Super Sportster
- Gee Bee R-1
- Gee Bee R-2
- Gee Bee Model Z

### Grasshopper
- Grasshopper Primary Glider

### Grays Harbor Airways
- Grays Harbor Activian

### Great Lakes
- Great Lakes BG
- Great Lakes B2G

### Grigorovich
- Grigorovich M-1
- Grigorovich M-2
- Grigorovich M-3
- Grigorovich M-4
- Grigorovich M-5
- Grigorovich M-6
- Grigorovich M-7
- Grigorovich M-8
- Grigorovich M-9
- Grigorovich M-10
- Grigorovich M-11
- Grigorovich M-12
- Grigorovich M-13
- Grigorovich M-14
- Grigorovich M-15
- Grigorovich M-16
- Grigorovich M-17
- Grigorovich M-18
- Grigorovich M-19
- Grigorovich M-20
- Grigorovich M-21
- Grigorovich M-22
- Grigorovich M-23
- Grigorovich M-24
- Grigorovich ROM-1
- Grigorovich ROM-2
- Grigorovich MK-1
- Grigorovich MRL-1
- Grigorovich MR-2
- Grigorovich MR-3
- Grigorovich MR-5
- Grigorovich MUR-1
- Grigorovich MU-2
- Grigorovich MUR-2
- Grigorovich PI-1
- Grigorovich SUVP
- Grigorovich TB-5
- Grigorovich TSh-1
- Grigorovich TSh-2

### Grob
- Grob G 520 Egrett / Strato 1
- Grob G 115
- Grob GF 200
- Grob Tutor
- Grob G 102 Astir, Astir Jeans, Astir 77, Astir Club
- Grob G 103 Twin, Twin II, Twin II Acro, Twin III
- Grob G 120
- Grob G 140

### Grumman
- Grumman A-6 Intruder
- Grumman AF Guardian
- Grumman A2F Intruder
- Grumman Ag-Cat
- Grumman C-1 Trader
- Grumman C-2 Greyhound
- Grumman C-103
- Grumman CSR-110 Albatross
- Grumman E-1 Tracer
- Grumman E-2 Hawkeye
- Grumman EA-6 Prowler
- Grumman F-11 Tiger
- Grumman F-14 Tomcat
- Grumman FF Fifi
- Grumman F2F
- Grumman F3F
- Grumman F4F Wildcat
- Grumman F6F Hellcat
- Grumman F7F Tigercat
- Grumman F8F Bearcat
- Grumman F12F
- Grumman F-9 Cougar
- Grumman F9F Cougar
- Grumman F9F Panther
- Grumman Goblin
- Grumman G-21 "Goose"
- Grumman G-44 "Widgeon"
- Grumman G-73 "Mallard"
- Grumman Gulfstream I
- Grumman Gulfstream II
- Grumman Gulfstream III
- Grumman Gulfstream IV
- Grumman Grumman HU-16 "Albatross"
- Grumman J2F Duck
- Grumman JF Duck
- Grumman OV-1 Mohawk
- Grumman S-2 Tracker
- Grumman TBF Avenger
- Grumman TB2F
- Grumman WF-2
- Grumman W2F Hawkeye
- Grumman X-29
- Grumman XF5F Skyrocket
- Grumman XF10F Jaguar
- Grumman XP-50
- Grumman XP-65
- Grumman American AA-1B Trainer
- Grumman American AA-5 Traveler
- Grumman American AA-5A Cheetah
- Grumman American AA-5B Tiger

### Gulfstream
- Gulfstream C-4 Academe - Gulfstream
- Gulfstream C-11 Gulfstream II
- Gulfstream C-20 Gulfstream III
- Gulfstream C-37 Gulfstream V
- Gulfstream Aerospace Gulfstream IV
- Gulfstream Aerospace Gulfstream V
- Gulfstream Aerospace Jetprop
- Gulfstream Aerospace Turbo Commander
- Gulfstream G100
- Gulfstream G200
- Gulfstream American AA-1C Lynx
- Gulfstream American AA-5B Cheetah
- Gulfstream American AA-5B Tiger
- Gulfstream American GA-7 Cougar

### Gyrodyne
- Gyrodyne DSN
- Gyrodyne RON

## H

### HAI
- HAI Pegasus

### Halberstadt
- Halberstadt C.V
- Halberstadt D.II

### Hall
- Hall FH

### Hamble
- Hamble Baby

### Hamilton
- Hamilton C-89

### Handley Page
- Handley Page Basic Trainer
- Handley Page HP.42 (HP.45)
- Handley Page HP.115
- Handley Page Clive
- Handley Page Hadrian
- Handley Page Halifax
- Handley Page Halton
- Handley Page Hamilton
- Handley Page Hamlet
- Handley Page Hampstead
- Handley Page Hampden
- Handley Page Handcross
- Handley Page Hanley
- Handley Page Hare
- Handley Page H.P.31 Harrow
- Handley Page H.P.54 Harrow
- Handley Page Hastings
- Handley Page Hendon
- Handley Page Herald
- Handley Page Hereford
- Handley Page Hermes
- Handley Page Heyford
- Handley Page Hinaidi
- Handley Page HP.88
- Handley Page Hyderabad
- Handley Page Jetstream
- Handley Page Manx
- Handley Page Marathon
- Handley Page O/100
- Handley Page O/400
- Handley Page V/1500
- Handley Page Victor
- Handley Page W.8

### Hannover
- Hannover C.I
- Hannover CL.II
- Hannover CL.III
- Hannover CL.IV
- Hannover CL.V
- Hannover F.3
- Hannover F.10

### Hanriot
- Hanriot H.16
- Hanriot H.185
- Hanriot H.232
- Hanriot H.436
- Hanriot HD.1

### Hansa-Brandenburg
- Hansa-Brandenburg B.I
- Hansa-Brandenburg C.I
- Hansa-Brandenburg C.II
- Hansa-Brandenburg D.I
- Hansa-Brandenburg KDW
- Hansa-Brandenburg W.12
- Hansa-Brandenburg W.29

### Tập đoàn Công nghiệp Máy bay Cáp Nhĩ Tân
- Z-5 (Mil Mi-4)
- H-5 (Ilyushin Il-28)
- Harbin PS-5
- Harbin Y-11
- Harbin Y-12

### Harlow
- Harlow C-80

### HAT
- HAT LS2

### Hawker
- Hawker Audax
- Hawker Cygnet
- Hawker Danecock
- Hawker Demon
- Hawker Duiker
- Hawker F.20/27
- Hawker Fury
- Hawker Hardy
- Hawker Harrier
- Hawker Hart
- Hawker Hartebeeste
- Hawker Hawfinch
- Hawker Hector
- Hawker Hedgehog
- Hawker Henley
- Hawker Heron
- Hawker Hind
- Hawker Hoopoe
- Hawker Hornbill
- Hawker Hornet
- Hawker Horsley
- Hawker Hotspur
- Hawker Hunter
- Hawker Hurricane
- Hawker Nimrod
- Hawker Osprey
- Hawker P.1081
- Hawker P.V.3
- Hawker P.V.4
- Hawker Sea Fury
- Hawker Sea Hawk
- Hawker Sea Hurricane
- Hawker Tempest
- Hawker Tomtit
- Hawker Tornado
- Hawker Typhoon
- Hawker Woodcock

### Hawker Siddeley Aviation
- Hawker Siddeley Andover
- Hawker Siddeley Dominie
- Hawker Siddeley Harrier
- Hawker Siddeley HS.125
- Hawker Siddeley HS.748
- Hawker Siddeley Kestrel
- Hawker Siddeley Nimrod
- Hawker Siddeley Sea Harrier
- Hawker Siddeley Trident

### Haynes Aero
- Haynes Aero Skyblazer

### HB-Flugtechnik
- HB-Flugtechnik HB-21
- HB-Flugtechnik HB-23
- HB-Flugtechnik HB-400
- HB-Flugtechnik Alfa
- HB-Flugtechnik Amigo
- HB-Flugtechnik Cubby
- HB-Flugtechnik Dandy
- HB-Flugtechnik Tornado

### Heinkel
- Heinkel HD 14
- Heinkel HD 16
- Heinkel HD 19
- Heinkel HD 23
- Heinkel HD 24
- Heinkel HD 33
- Heinkel HD 35
- Heinkel HD 37
- Heinkel HD 38
- Heinkel HD 43
- Heinkel HE 1
- Heinkel HE 2
- Heinkel HE 3
- Heinkel HE 4
- Heinkel HE 5
- Heinkel HE 8
- Heinkel HE 9
- Heinkel He 45
- Heinkel He 46
- Heinkel He 49
- Heinkel He 50
- Heinkel He 51
- Heinkel He 59
- Heinkel He 60
- Heinkel He 70
- Heinkel He 72
- Heinkel He 74
- Heinkel He 100
- Heinkel He 111
- Heinkel He 112
- Heinkel He 113
- Heinkel He 114
- Heinkel He 115
- Heinkel He 116
- Heinkel He 162 Volksjäger
- Heinkel He 172
- Heinkel He 176
- Heinkel He 177 Greife
- Heinkel He 178
- Heinkel He 219 Uhu
- Heinkel He 274
- Heinkel He 277
- Heinkel He 280
- Heinkel He 343

### Helio
- Helio Courier

### Heliopolis
- Heliopolis Gomhouria

### Henry Farman
- Henry Farman Biplane
- Henry Farman F20
- Henry Farman F27
- Henry Farman III

### Henschel
- Henschel Hs 121
- Henschel Hs 123
- Henschel Hs 124
- Henschel Hs 125
- Henschel Hs 126
- Henschel Hs 127
- Henschel Hs 129
- Henschel Hs 130
- Henschel Hs 132

### HFB
- HFB-320 Hansa Jet

### Hiller
- Hiller 360
- Hiller CH-112 Nomad
- Hiller HTE-2
- Hiller UH-12
- Hiller X-18
- Hiller VXT-8
- Hiller VZ-1 Pawnee

### Hindustan
- Hindustan Dhruv (còn gọi là Advanced Light Helicopter)
- Hindustan Marut
- Hindustan Tejas (còn gọi là Light Combat Aircraft)
- HAL HJT-36
- HAL HPT-32 Deepak

### Holcomb
- Holcomb Perigee

### Honda
- Honda HA-420 HondaJet

### Hongdu
- Hongdu JL-8

### Howard
- Howard DGA-11
- Howard DGA-15
- Howard C-70 Nightingale

### Huff-Daland
- Huff-Daland XB-1
- Huff-Daland XHB-1
- Huff-Daland TW-5

### HughesHughes Aircraft,Hughes Helicopters
- Hughes AH-64 Apache
- Hughes H-1 Racer
- Hughes H-4 Hercules
- Hughes H-6
- Hughes Model 269
- Hughes Model 300
- Hughes Model 385
- Hughes 500
- Hughes 530F
- Hughes Model 77 Apache
- Hughes OH-6 Cayuse
- Hughes XA-37
- Hughes XF-11
- Hughes XH-17 "Sky Crane"
- Hughes XP-73
- Hughes XV-9

### Hunting Aircraft
- Hunting H.126

### Hunting Percival
- Hunting Percival P.56 Provost
- Hunting Percival P.66 Pembroke
- Hunting Percival P.66 President
- Hunting Percival P.84 Jet Provost

### Høver
- Høver M.F. 11

### Hurel-Dubois
- Hurel-Dubois H.D.10
- Hurel-Dubois H.D.31
- Hurel-Dubois H.D.34

## Danh sách máy bay
A B C-D E-H I-M N-S T-Z